# Spinothecidae
Spinothecidae Delamare Deboutteville, 1961 — семейство коллембол из надсемейства Katiannoidea (Symphypleona).

## Описание
Мелкие коллемболы округлой формы тела.

## Классификация
3 рода и около 10 видов. Семейство было описано энтомологом Claude Delamare Deboutteville (1918-1990).
- Adelphoderia Greenslade P., 1982 — 1 вид
- Spinotheca Stach J., 1956
- Troglospinotheca Palacios-Vargas J.G., 1999 — 1 вид